# Albert Kiptoo Yator
Albert Kiptoo Yator (ur. 6 września 1993, zm. 5 lutego 2011 w Eldoret) – kenijski lekkoatleta, który specjalizował się w biegu na 3000 metrów z przeszkodami.
W 2010 został w Moncton wicemistrzem świata juniorów w biegu na 3000 metrów z przeszkodami. Krótko po zawodach w biegach przełajowych w Iten, 8 stycznia 2011, poczuł się źle i wkrótce trafił do szpitala, niecały miesiąc później zmarł. Jako przyczynę jego śmierci podejrzewano malarię, jednak sekcja zwłok wykazała, że Yator zmarł na skutek odoskrzelowego zapalenia płuc.
Rekord życiowy: 8:23,69 (27 sierpnia 2010, Bruksela). 

## Osiągnięcia
| Rok  | Impreza                     | Miejsce | Lokata     | Wynik   |
| ---- | --------------------------- | ------- | ---------- | ------- |
| 2010 | Mistrzostwa świata juniorów | Moncton | 2. miejsce | 8:33,55 |